# Apertura och Clausura

- Länder med Apertura och Clausura över kalenderåret
- Länder med Apertura och Clausura som löper över årsskiftet
- Länder med Apertura och Clausura som löper över årsskiftet och är delar i en större turnering.

Apertura och Clausura är sporttermer som används i latinamerika för fotbollssäsonger som är uppdelade i två delar. Apertura och Clausura är spanska för "öppning" och "stängning", och är namn för första respektive andra halvan av säsongen. I Haiti där man talar franska används orden "Ouverture" och "Clôture".
I Chile, Colombia, Panama och Paraguay börjar säsongen i början av året och man spelar den under ett kalenderår. I Argentina, Bolivia, Costa Rica, El Salvador, Guatemala, Honduras, Mexiko, Nicaragua, Uruguay, Venezuela och Puerto Rico spelar man under två kalenderår som där Apertura spelas före nyår och Clausuran efter nyår - likt ligorna i Europa. Majoriteten av ligorna utser två mästare per säsong; i Nicaragua, Uruguay och Venezuela spelas en eller flera finaler mellan Apertura- och Clausuramästarna för att kunna utse en säsongsmästare.

## Brasilien
Brasiliens nationella liga delas inte upp i två delar, utan alla möter alla hemma och borta efter europeisk modell, med en säsong som löper mellan maj och december.  Brasilianska klubbar deltar också i delstatsmästerskap mellan januari och april. Brasilien har också, till skillmad från många andra latinamerikanska ligor, även en nationell cup.

## Japan och Sydkorea
Japanska J. League och koreanska K-League hade tidigare ett liknande system med en uppdelad säsong.

## Apertura och Clausura efter land
| Land        | Liga                       | Mästare                     | Kalender                       | Säsonger                   |
| ----------- | -------------------------- | --------------------------- | ------------------------------ | -------------------------- |
| Argentina   | Primera División           | En mästare (sedan 2012–13)  | Europeisk (augusti–juni)       | 1991–2012                  |
| Bolivia     | Liga de Fútbol Profesional | Två mästare (sedan 2003)    | Europeisk (augusti–juni)       | Sedan 1991                 |
| Chile       | Primera División           | Två mästare                 | Amerikansk (januari–december)  | Sedan 2002                 |
| Colombia    | Primera A                  | Två mästare                 | Amerikansk (februari–december) | Sedan 1998                 |
| Costa Rica  | Primera División           | Två mästare                 | Europeisk                      | Sedan 2007–08              |
| Ecuador     | Serie A                    | Två mästare                 | Amerikansk                     | 2005                       |
| El Salvador | Primera División           | Två mästare                 | Europeisk (augusti–juni)       | Sedan 1998–99              |
| Guatemala   | Liga Nacional de Fútbol    | Två mästare                 | Europeisk                      | Sedan 1999–00              |
| Haiti       | Ligue Haïtienne            | Två mästare (sedan 2002)    | Amerikansk (april–november)    | 2002, 2003, 2004–05, 2007– |
| Honduras    | Liga Nacional de Fútbol    | Två mästare (sedan 1997–98) | Europeisk (augusti–maj)        | Sedan 1997–98              |
| Mexiko      | Primera División           | Två mästare                 | Europeisk (juli–maj)           | Sedan 1996–97              |
| Nicaragua   | Primera División           | En mästare                  | Europeisk                      |                            |
| Panama      | Liga de Fútbol             | Två mästare (sedan 2007)    | Amerikansk (februari–november) | Sedan 2001                 |
| Paraguay    | Primera División           | Två mästare (sedan 2007)    | Amerikansk (februari–december) | Sedan 1996                 |
| Peru        | Primera División           | En mästare                  | Amerikansk (februari–november) | 1997, 2008                 |
| Puerto Rico | Soccer League              | Två mästare                 | Europeisk (augusti–maj)        | Sedan 2010–11              |
| Uruguay     | Primera División           | En mästare                  | Europeisk (augusti–juni)       | Sedan 1994                 |
| Venezuela   | Primera División           | En mästare                  | Europeisk (augusti–maj)        | Sedan 1996–97              |